# Rocha geradora
As rochas geradoras são formadas por sedimentos depositados com matéria orgânica, algas e plâncton sem sofrer processo de oxidação.
Matérias orgânicas são fundamentais para o processo da formação do petróleo, mas devem estar submetidas a ideais condições de temperatura, tempo e pressão, uma vez que sua preservação é mais difícil em função ao meio oxidante onde vivem. Também é preciso existir uma rocha que possua certos níveis de porosidade e permeabilidade (rocha reservatório), além de condições que favoreçam a migração do petróleo da rocha geradora para a rocha reservatório. Para que o petróleo seja retido, deve haver uma rocha de baixíssima permeabilidade, chamadas de rochas selantes ou rochas capeadoras, além de bom arranjo geométrico das rochas selante e reservatório que permita um significativo acúmulo de petróleo.
A matéria orgânica é derivada da parte orgânica dos seres vivos e se refere ao material presente nas rochas sedimentares. A quantidade e qualidade da matéria orgânica presente nas rochas sedimentares refletem uma série de fatores, tais como  o balanço entre produção e preservação de matéria orgânica, a natureza da biomassa e as condições físicas e químicas do paleoambiente deposicional.
Para que haja a degradação do querogênio, a rocha geradora deve possuir matéria orgânica em quantidade e qualidade adequadas e ser submetida ao estágio de evolução térmica necessário. Uma rocha com quantidade e qualidade da matéria orgânica adequadas pode ser muito delgada para gerar quantidades comerciais de petróleo, por isso é importante considerar os aspectos volumétricos da rocha geradora, isto é, a espessura e extensão lateral. A rocha geradora deve apresentar pelo menos de 0,5 a 1,0% de teor carbono orgânico total (COT).